# Lista fyr
Lista fyr är en norsk fyrplats belägen på Ytre Listalandet, halvön Lista i Farsunds kommun, Vest-Agder fylke. Fyrplatsen grundlades 1836 och är en angöringsfyr som markerar den mycket farliga udden till inloppet mot Listafjorden. Havet kring platsen är en av Norges största skeppskyrkogårdar. Det första fyrtornet var ett koniskt torn byggt i granit. Man fann dock inte detta tillräckligt och 1853 byggdes ytterligare två granittorn vilket gjorde platsen till en trippelfyr! Detta behövdes för att särskilja Lista från andra närliggande fyrplatser. 1874, beslöts att ta bort två fyrar då ny teknik gjort att man kunde särskilja fyrarna med blinkningar. Det äldre tornet blev av med lanterninen och ett av de nyare flyttades till Halten nära Trondheim. Den kvarvarande fyren har lyst sedan dess, på 1930-talet blev den elektriskt driven. Den nuvarande linsen installerades 1914. År 2003 blev fyrplatsen helt automatiserad, och platsen har fått ett museum som tillsammans med fyrtornet är öppet för besökare under sommarmånaderna. Det finns en väderstation på platsen, och sedan 1990 finns även en fågelstation. SMHI har rapporterat vindobservationer från Lista i Sjörapporten, men platsen ingår inte längre i rapporteringen.

## Galleri

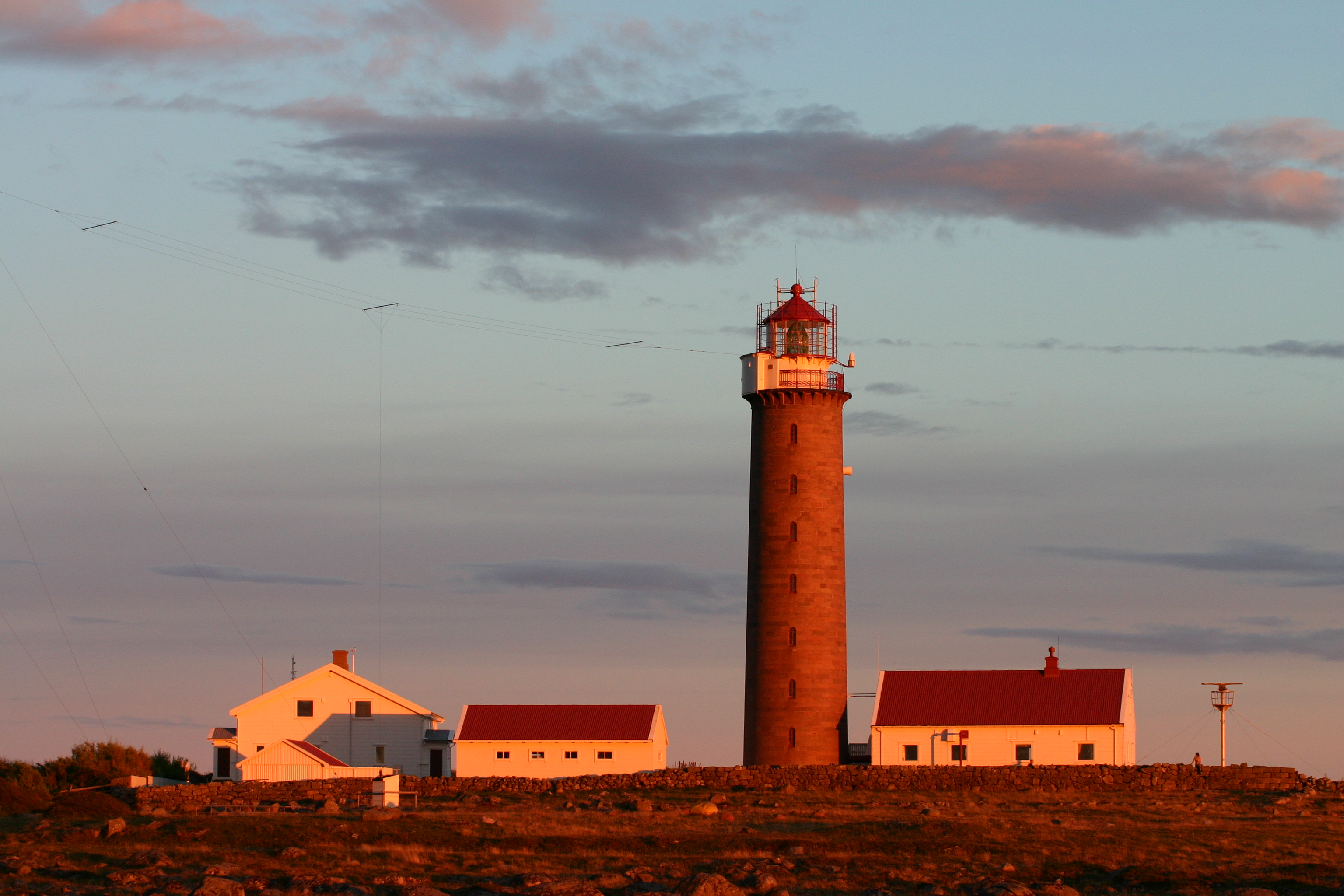
Fyrplatsen sedd på avstånd.
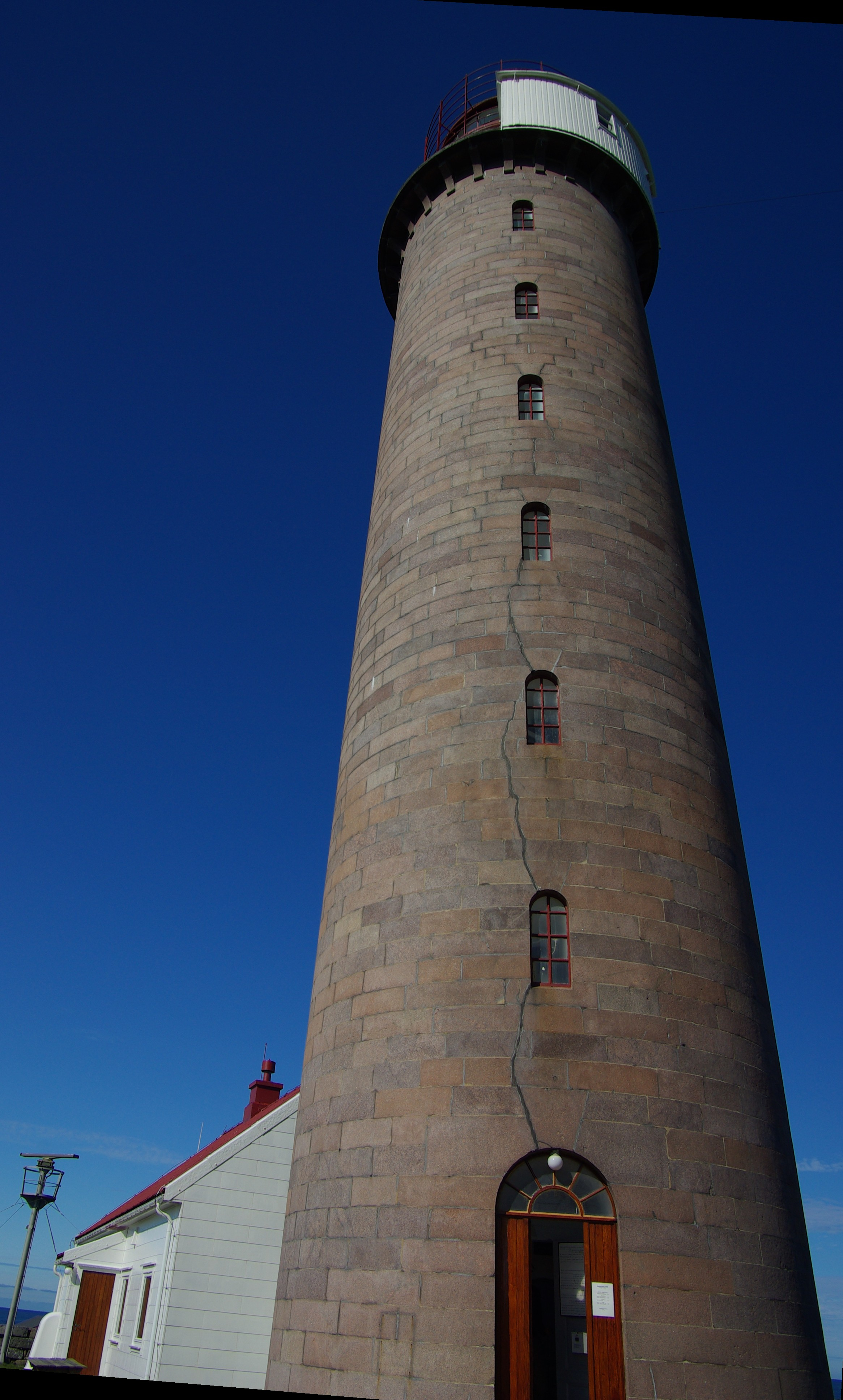
Tornet sett nedifrån.
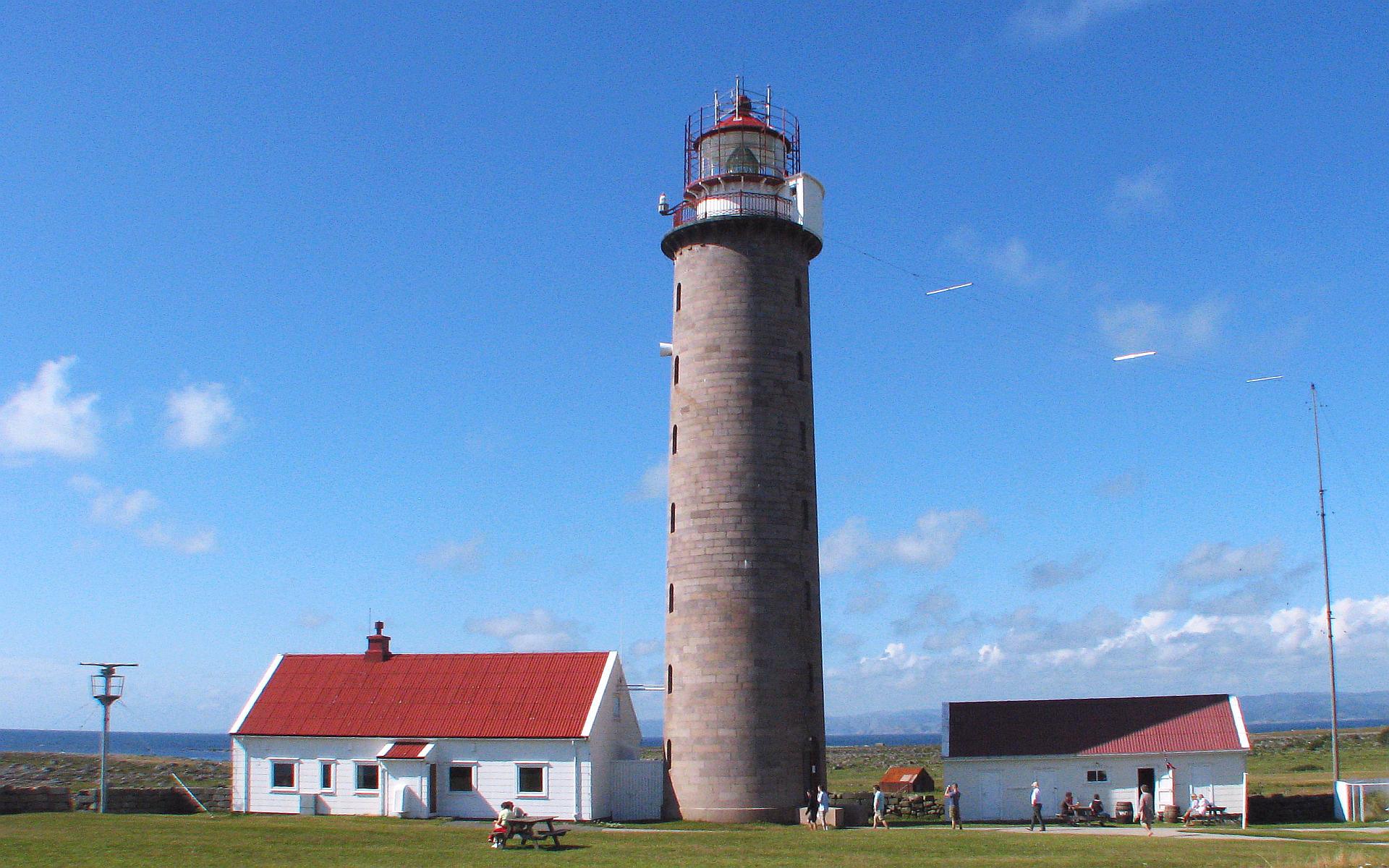
Lista fyr byggdes 1836 med ett 34 m granittorn.
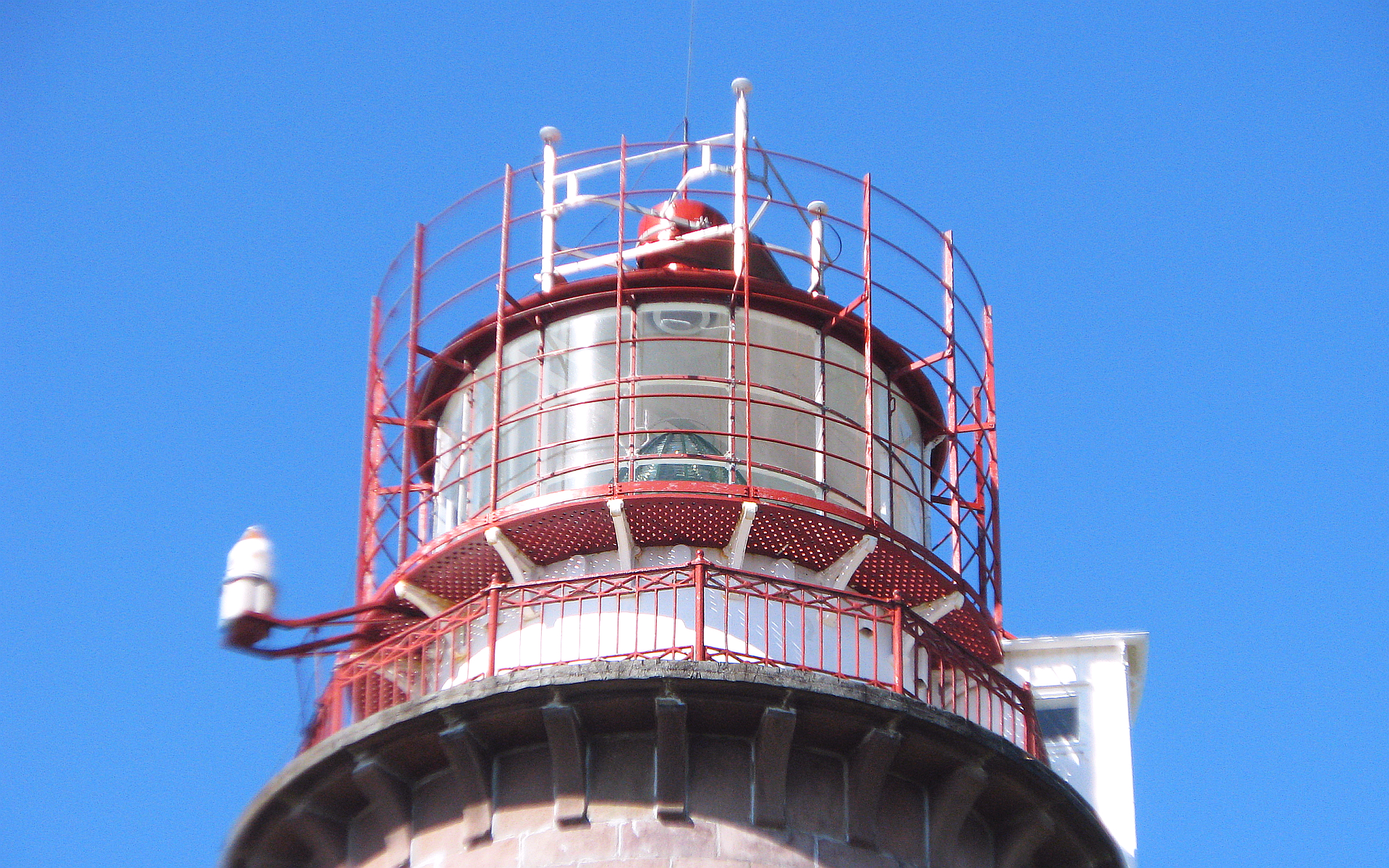
Lykta, 39 m högt, räckvidd 17 nautiska mil.
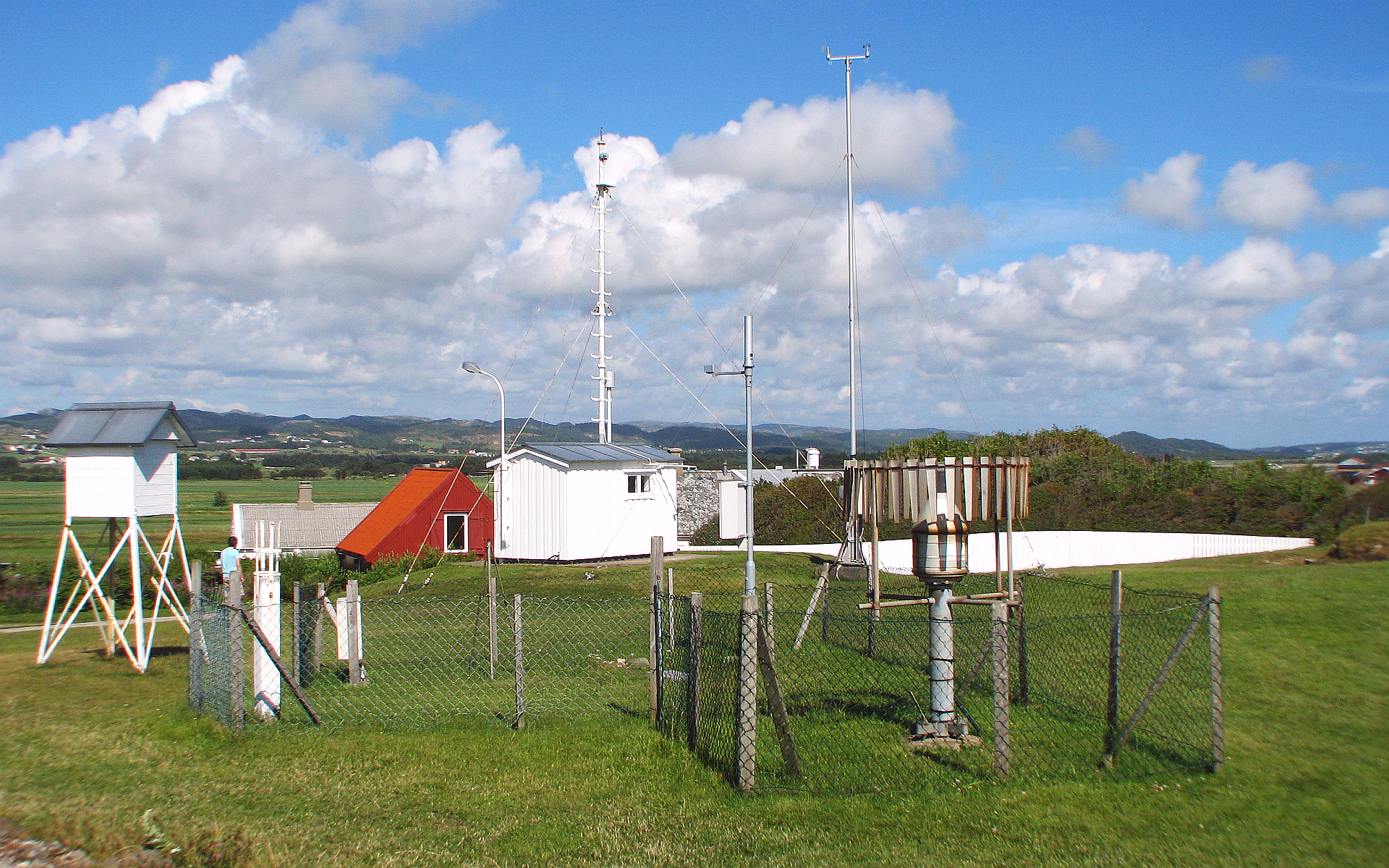
Väderstation nära fyren.